# 달의 중력

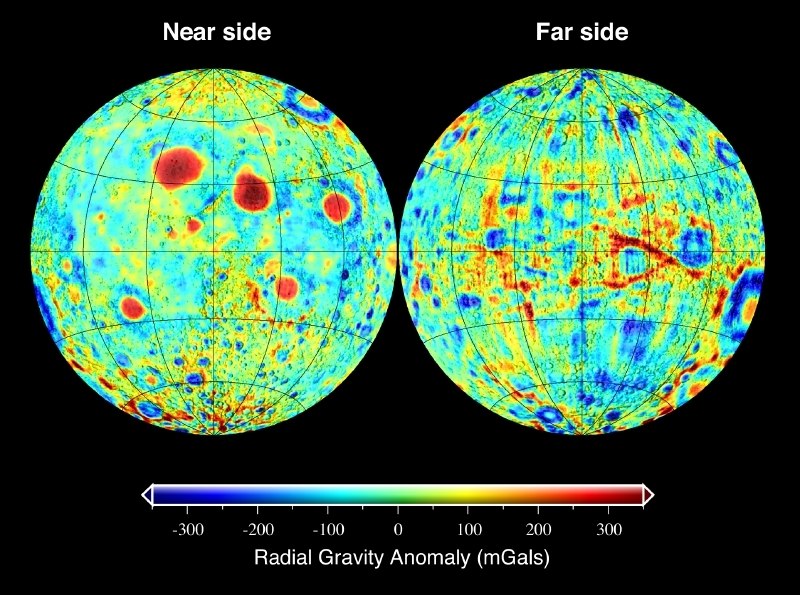
달 표면의 중력의 크기를 알려주는 그림

달의 중력장은 달 궤도의 우주선에서 발신한 전파를 추적하는 과정에서 규명됐다. 달 표면에서의 중력 가속도는 1.63 m/s2으로 지구 표면 중력가속도의 약 16.5%이다. 따라서 달에서 어떤 물체의 무게를 잰다면 지구의 약 16.5%만 나간다.
달의 중력장에서의 가장 두드러지는 특징은 매스콘의 존재이다. 매스콘은 달의 중력이 특이하게 강한 지역을 말한다. 매스콘의 존재는 달 주위의 우주선에 지대한 영향을 끼치며, 유인 혹은 무인탐사계획을 세울 때도 고려 대상이 된다.

## 같이 보기
- 달의 자기장